# 安舜 (中将)
安舜（1898年12月17日—1963年4月22日），字宾尧，河北保定人，回族。中華民國陆军中将。白崇禧的左右手，隶属国民党新桂系。毕业于中华民国陆军军官学校（保定军校）第九期步科，后入陆军大学第十一期深造。曾任陆海空军总司令及军事委员会委员长待从室参谋、组长。1935年任参谋本部参谋。1938年任中央陆军军官第十五期第六总队少将队长。1939年任军事委员会委员长桂林行营少将高级参谋。1943年任西北步兵学校少将副主任，同年任第四十集团军司令部少将参谋长。1944年晋升中将。曾在抗日战争中任第一战区长官部参谋、第四十集团军参谋长。1946年任国防部中将高级参谋兼九江警备司令。1947年冬当选为第一届国民大会代表。1949年任华中军政长官公署中将高参。1950年任国民政府军事参议院中将参议。1958年8月退役。1963年4月在台北病逝，葬于台北六張犁回教公墓，墓碑由蒋介石亲笔题词。前贵州省政协副主席、两会代表、首批留美高级飞行军官安迪伟之父。